# Nobuo Uematsu
Nobuo Uematsu (植松 伸夫, Uematsu Nobuo) est un compositeur japonais né le 21 mars 1959 à Kōchi.
 Unanimement reconnu comme l'un des plus grands dans le domaine du jeu vidéo, notamment pour ses travaux pour la série Final Fantasy, ainsi que le jeu vidéo Super Smash Bros. Brawl, il est également membre d'un groupe de power metal, The Black Mages et The Earthbound Papas.

## Biographie
Nobuo Uematsu compose pour la première fois à l'âge de 12 ans lors de cours de piano : son idole est alors Elton John. Toutefois, durant toute sa jeunesse, il rêve de devenir lutteur professionnel ou athlète olympique. Il obtient un diplôme de l'université de Kanagawa où son père l'a envoyé afin de devenir avocat ou médecin.
Il forme son premier groupe à 22 ans, y prend la place du synthétiseur, mais se rend compte que sa préférence est tournée vers la composition : il est alors employé par une radio commerciale japonaise pour écrire les musiques de plusieurs spots.
À 26 ans, il est embauché chez Square par Hironobu Sakaguchi. Après avoir composé la musique de quelques jeux sur NES, Sakaguchi lui confie la composition de Final Fantasy. Ses musiques se veulent épiques et orchestrales dans le ton, bien que la faible technologie de l'époque ne permette qu'un résultat minimaliste. Depuis, Final Fantasy donne lieu à de nombreuses suites dont la musique reste sous la responsabilité d'Uematsu (même si, depuis l'épisode FFX, Nobuo Uematsu prend plus de distance pour s'occuper de son groupe Black Mages).
La série engendre une multitude d'albums : bandes originales, mais aussi Piano Collections (thèmes réinterprétés au piano solo) et autres arrangements.
En même temps, il participe à d'autres projets et signe, en 1994, un album solo titré Phantasmagoria. En 1996, il apparaît au générique de Front Mission: Gun Hazard aux côtés de Masashi Hamauzu, Junya Nakano et Yasunori Mitsuda.
Tandis qu'il compose certains thèmes de la série télévisée Final Fantasy: Unlimited, la page Final Fantasy commence à se tourner en 2001 pour Nobuo Uematsu : il partage, désormais, les musiques du dixième épisode avec Masashi Hamauzu et Junya Nakano ; puis, l'année suivante, organise un concert-hommage où les thèmes emblématiques de toute la série sont joués par le Tokyo Philharmonic Orchestra : 20020220 Music From Final Fantasy. Quelques mois plus tard, la bande-originale du onzième épisode sort avec, cette fois, Naoshi Mizuta et Kumi Tanioka. Il forme, l'année suivante, le groupe The Black Mages qui reprend certains thèmes de la série dans un style metal progressif, puis prend en charge les musiques de Hanjuku Hero VS 3D (et de sa suite deux ans plus tard).
En 2004, il quitte Square-Enix et travaille enfin à son propre compte en créant la petite société Smile Please, mais continue de composer pour les jeux de la firme devenue poids lourd mondial dans le marché du jeu vidéo. En 2005, il compose sa première bande originale de film : celle de Final Fantasy VII: Advent Children, qui se veut être un véritable succès, autant du point de vue commercial que du point de vue artistique. Il continue à composer pour Sakaguchi qui vient de créer son nouveau studio Mistwalker, ainsi, on le retrouve dans les compositions de Blue Dragon (2007) Lost Odyssey (2008) et The Last Story (2012).
Enfin, en 2007, il produit certaines musiques pour un jeu Nintendo : Super Smash Bros. Brawl.
Il réapparaît en 2009 pour la composition de Final Fantasy XIV. Rien ne confirme le fait qu'il reste encore chez Square-Enix.

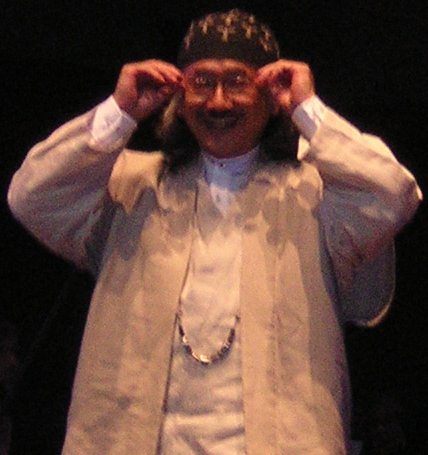
Nobuo Uematsu lors du concert Distant Worlds: Music From Final Fantasy à Seattle en juillet 2009.

Nobuo Uematsu est considéré comme l'un des plus grands compositeurs de jeu vidéo au monde et comme l'un des principaux fondateurs de la saga Final Fantasy vendue à des millions d'exemplaires. Dans les années 2000, il participe à de nombreux concerts à travers le monde, dédiés à Final Fantasy ou aux jeux vidéo en général.
En 2018, il décide de mettre en pause temporairement sa carrière pour des raisons de santé. Il est atteint d'une maladie qui l'empêche de se concentrer totalement sur son travail et donc a préféré prendre du temps pour guérir.

## Style
Malgré son statut de compositeur de « bandes originales », son travail est très différent de celui des compositeurs pour le cinéma : ses musiques sont des pièces qui peuvent être écoutées indépendamment et non juste un support de mise en scène. Nobuo Uematsu est un compositeur généralement classique/néo-classique mais son style s'apparente à la musique des grands compositeurs de l'époque romantique. Néanmoins Uematsu s'inspire le plus souvent de son ressenti et est parfois influencé par les lieux où il compose. Son goût pour la musique populaire le pousse également à exploiter des compositions allant du folk jusqu'au metal en passant par la musique traditionnelle voire véritablement électronique et new age.
Il privilégie avant tout pour la transcription émotionnelle désirée, la mélodie pure et la complémentarité de l'harmonie et cela sans effets de style. Pourtant, il lui est parfois reproché la mauvaise qualité des sons utilisés qui donne au travail de Uematsu l'impression de compositions musicales simplistes, voire basiques. Avec l'arrivée sur le marché de consoles comme la PlayStation, dont la qualité sonore se rapproche de celle du CD audio, Nobuo Uematsu se retrouve de moins en moins contraint par les limites techniques inhérentes aux anciennes machines telle que la NES ou encore la Super Nes. Ses compositions expriment alors sans compromis toute leur fidélité.
Des tournées de concerts sont même organisées, principalement au Japon où les compositions de Nobuo Uematsu sont jouées par des orchestres symphoniques, la dernière étant orchestrée par le réputé Nouvel orchestre philharmonique du Japon.

## Ludographie
- Genesis (1985) - Composition
- Cruise Chaser Blassty (1986) - Composition
- Alpha (1986) - Composition
- Suisho no Dragon (1986) - Composition
- King's Knight (1986) - Composition
- Mystery Quest (1987) - Composition
- ALIENS (1987) - Composition
- Rad Racer (1987) - Composition
- Tobidase Daisakusen (1987) - Composition
- 3-D Worldrunner (1987) - Composition
- Jumpin' Jack (1987) - Composition
- Apple Town Monogatari (1987) - Composition
- Cleopatra no Mahou (1987) - Composition
- Freeway Star (1987) - Composition
- Final Fantasy I (1987) - Composition
- Nakayama Miho no Tokimeki High School (1988) - Composition
- Hanjuku Hero (1988) - Composition
- Final Fantasy II (1988) - Composition
- Square no Tom Sawyer (1989) - Composition
- Final Fantasy Legend (1989) - Composition
- Final Fantasy III (1990) - Composition
- Final Fantasy Legend II (1990) - Composition
- Final Fantasy IV (1991) - Composition & arrangement
- Final Fantasy V (1992) - Composition & arrangement
- Final Fantasy VI (1994) - Composition
- DynamiTracer (1995) - Composition & arrangement
- Chrono Trigger (1995) - Composition (avec Yasunori Mitsuda) (1995)
- Front Mission: Gun Hazard (1996) - Composition & arrangement
- Final Fantasy VII (1997) - Composition & arrangement
- Ehrgeiz (1998) - Reprise de quatre pistes tirées de Final Fantasy VII
- Final Fantasy VIII (1999) - Composition
- Final Fantasy IX (2000) - Composition & arrangement
- Final Fantasy X (2001) - Composition & arrangement (avec Junya Nakano et Masashi Hamauzu)
- Final Fantasy Origins (2002) - Composition & arrangement
- Final Fantasy XI (2002) - Composition & arrangement (avec Naoshi Mizuta et Kumi Tanioka)
- Final Tactics Advance (2003) - Composition du thème principal[2].
- Hanjuku Hero VS 3D (2003) - Composition & arrangement
- Hanjuku Hero 4 ~The 7 Heroes~ (2005) - Composition & arrangement
- Final Fantasy XII (2006) - Composition (chanson thème)
- Blue Dragon (2006) - Composition & arrangement
- Lost Odyssey (2006) - Composition & arrangement
- Super Smash Bros. Brawl (2006) - Composition
- ASH: Archaic Sealed Heat (2007) - Composition & arrangement
- Lord of Vermilion (2008) - Composition
- Blue Dragon Plus (2008) - Composition & arrangement
- Away Shuffle Dungeon (2008) - Composition & arrangement
- Final Fantasy XIV (2009-2010) - Composition
- The Last Story (2011) - Composition
- Fantasy Life (2012) - Composition
- Oceanhorn (2013) - Composition de deux thèmes (avec Kenji Itô et Kalle Ylitalo[3], compositeur principal)
- Norn9 (2013) - Composition du thème principal
- Lord of Vermilion III (2013) - Composition du thème d'ouverture
- Fairy Fencer F (2013) - Composition
- Hometown Story (2013) - Composition (avec Tsutomu Narita)
- Wonder Flick (2013) - Composition
- Granblue Fantasy (2014) - Composition (avec Tsutomu Narita)
- Tokyo Twilight Ghost Hunters (2014) - Composition du thème d'ouverture
- Terra Battle (2014) - Composition (avec Kenji Itō et Yoko Shimomura)
- Chunithm: Seelisch Tact (2015) - Composition du thème principal
- Fairy Fencer F: Advent Dark Force (2015) - Composition
- Super Senso (2016) - Composition
- Terra Battle 2 (2017) - Composition
- Final Fantasy XIV: Stormblood (2017) - Composition
- Final Fantasy XV: Comrades (2017) - Composition du mode multijoueur (avec plusieurs autres compositeurs)
- Terra Wars (2019) - Composition
- Final Fantasy VII Remake (2020) - Composition (avec Masashi Hamauzu et Mitsuto Suzuki)
- Fantasian (2021) - Composition
- Granblue Fantasy: Relink (2024) - Composition (avec Tsutomu Narita)
- Defender's Quest II (2025) - Composition du thème principal (compositeur principal : Kevin Penkin[4])
- Fantasy Life i: La Voleuse de temps (2025) - Composition de certaines musiques

## Filmographie
- Final Fantasy: Unlimited - Composition (série télévisée, 2001-2002)
- "The Black Mages" Live - Composition & clavier (concert, 2003)
- Final Fantasy VII: Advent Children - Composition (2005)
- Voices - Music from FINAL FANTASY - Composition (2006)